# Фрайле, Медардо

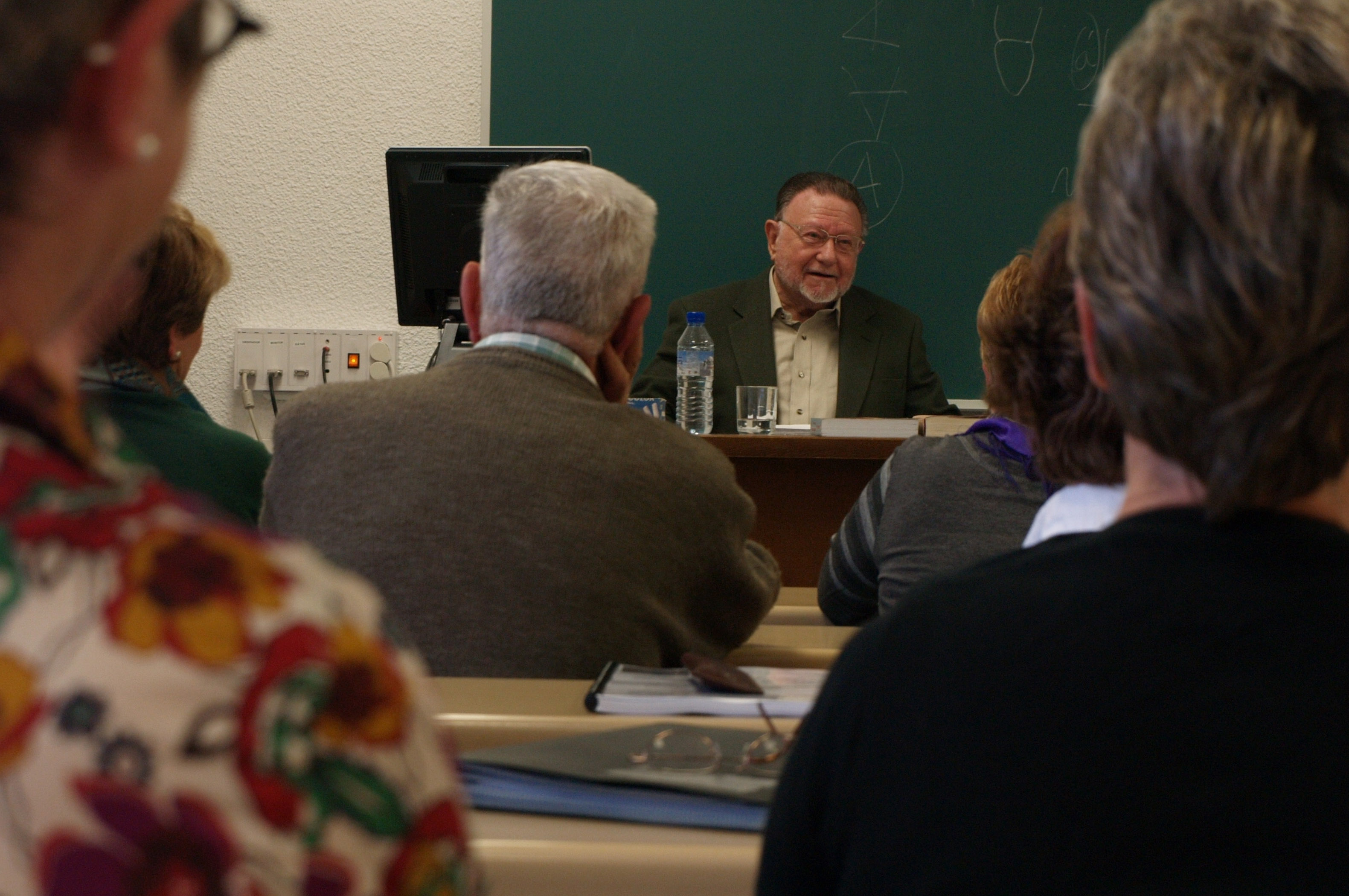
Медардо Фрайле в Университете Риохи, 2001

Медардо Фрайле (исп. Medardo Fraile, 13 марта 1925, Мадрид – 9 марта 2013, Глазго) – испанский писатель, представитель поколения 50-х (Ана Мария Матуте, Хуан Марсе, Хуан Гойтисоло и др.).

## Биография
Рос в Мадриде и Убеде. Окончил университет Комплутенсе, защитил в нем диссертацию (1968). В студенческие годы вместе с Альфонсо Састре увлекался театром, но оставил театр ради новеллы и стал – наряду с Игнасио Альдекоа и Франсиско Гарсиа Павоном – крупнейшим мастером этого жанра в Испании второй половины XX в.
С 1964 жил в Шотландии, преподавал в университете Стрэтклайда в Глазго.

## Творчество
Сосредоточился на жанре рассказа, хотя пробовал свои силы и в большой форме, чтобы доказать себе, критике и публике, что способен это сделать. В качестве своих ориентиров в прозе писатель называл Рамона Гомеса де ла Серну, Кэтрин Мэнсфилд, Карсон Маккалерс.
Кроме новелл, автор также нескольких пьес, эссе, книг для детей. Составитель ряда антологий испанского рассказа, одноактной пьесы. Новеллистика Фрайле выходила отдельными  книгами в переводах на английский и немецкий языки.

## Избранные издания

### Романы
- Autobiografia: novela (1986, переизд. в 2012 под названием Laberinto de fortuna)
- Documento nacional (1997, роман-эссе)

### Рассказы
- Cuentos con algún amor (1954)
- A la luz cambian las cosas (1959)
- Descubridor de nada y otros cuentos (1970)
- Con los días contados  (1972)
- Ejemplario (1979)
- Cuentos completos (1991)
- Contrasombras: cuentos (1998)
- Ladrones del paraíso: cuentos (1999)
- Cuentos de verdad (2000)
- Descontar y contar: antología (2000)
- Años de aprendizaje (2001)
- Escritura y verdad: cuentos completos (2004)
- En Madrid también se vive en Oruro: cuentos (2007)
- Antes del futuro imperfecto (2010)

### Мемуары
- El cuento de siempre acabar: autobiografía y memorias (2009)

### Эссе
- Entre paréntesis (1988)
- La familia irreal inglesa (1993)
- La letra con sangre: estudios literarios (2001)
- Entradas de cine (2008)
- A media página (2012)

## Наследие и признание
Из-за малого внимания литературных критиков 1950-х – 1980-х годов к жанру новеллы и своего физического отдаления с 1960-х годов от испанской литературной жизни писатель был незаслуженно обойден вниманием, хотя и по достоинству оценен такими мастерами новеллистики,  как, например, Аугусто Монтерросо. Новые поколения испанских новеллистов (Элой Тисон, Иполито Наварро, Анхель Сапата и др.) утверждают сегодня его репутацию выдающегося мастера новеллы. Проза Фрайле находит все более широкое признание, в кругах молодых писателей и близкой к ним публики возникает даже его своеобразный культ.
Национальная премия критики. Медаль Альфонса Х Мудрого.